# Diplazium prolixum
Diplazium prolixum är en majbräkenväxtart som beskrevs av Eduard Rosenstock.
Diplazium prolixum ingår i släktet Diplazium och familjen Athyriaceae. Inga underarter finns listade i Catalogue of Life.